# Никодимов, Аспарух
Аспарух Никодимов (болг. Аспарух Никодимов Донев-Паро; род. 21 августа 1945, София) — болгарский футболист, игравший на позиции полузащитника. По завершении игровой карьеры — тренер.
Выступал за клуб ЦСКА (София), а также национальную сборную Болгарии, в составе которой был участником двух Чемпионатов мира (в 1970 и 1974 годах). Серебряный призёр Олимпийских игр 1968 года.
Шестикратный чемпион Болгарии. Пятикратный обладатель Кубка Болгарии. Четырехкратный чемпион Болгарии (как тренер). Обладатель Кубка Кипра (как тренер). Заслуженный мастер спорта Болгарии (1968).

## Клубная карьера
Во взрослом футболе дебютировал в 1964 году выступлениями за клуб ЦСКА (София), в котором провел одиннадцать сезонов, приняв участие в 296 матчах чемпионата. Это был период доминирования «армейцев» в болгарском футболе, и Никодимов в их составе за это время шесть раз завоевывал титул чемпиона Болгарии.
Завершил профессиональную игровую карьеру в клубе «Сливен», за команду которого выступал на протяжении 1975—1978 годов.

## Выступления за сборную
В 1966 году дебютировал в официальных матчах в составе национальной сборной Болгарии.
В 1968 году вошел в состав сборной Болгарии для участия в Олимпийском футбольном турнире, выходил на поле во всех семи матчей сборной на турнире и завоевал серебряную награду.
В составе сборной был участником чемпионата мира 1970 года в Мексике и чемпионата мира 1974 года в ФРГ. На каждом из этих турниров Аспарух участвовал в двух из трёх игр болгарской команды на групповых стадиях.
На протяжении карьеры в национальной команде, которая длилась 9 лет, провел в форме главной команды страны 25 матчей, забив 6 голов.

## Карьера тренера
Начал тренерскую карьеру вскоре после завершения карьеры игрока, в 1979 году, возглавив тренерский штаб клуба ЦСКА (София), в котором проработал до 1982 года. Впоследствии возвращался к армейской команды в течение 1991—1992 годов и ненадолго в 2001 году. Как главный тренер ЦСКА получил три титула чемпиона Болгарии в начале 1980-х и ещё один в начале 1990-х.
В течение 1989—1990 годов работал в Тунисе, где тренировал команду «Этуаль дю Сахель». Часть 2000 года провел на Кипре, возглавляя тренерский штаб местной «Омонии», которую привел в том году к победе в национальном Кубке.
Последним местом тренерской работы был клуб «Берое», главным тренером команды которого Аспарух Никодимов был с 2003 по 2004 год.

## Титулы и достижения

### Как игрока
- Чемпион Болгарии (6):

ЦСКА (София) : 1965—1966, 1968—1969, 1970—1971, 1971—1972, 19972-1973, 1974—1975
- Обладатель Кубка Болгарии (5):

ЦСКА (София) : 1964—1965, 1968—1969, 1971—1972, 1972—1973, 1973—1974

### Как тренера
- Чемпион Болгарии (4):

ЦСКА (София) : 1979—1980, 1980—1981, 1981—1982, 1991—1992
- Обладатель Кубка Кипра (1):

«Омония» : 1999—2000